# Casearia tremula
Casearia tremula là một loài thực vật có hoa trong họ Liễu. Loài này được (Griseb.) Griseb. ex C. Wright mô tả khoa học đầu tiên năm 1868.